# Pam Grier
Pamela Suzette "Pam" Grier, född 26 maj 1949 i Winston-Salem, North Carolina, är en amerikansk skådespelare.
Grier började sin karriär på 1970-talet i blaxploitation-filmer som Coffy – hämnare utan nåd (1973) och Foxy Brown – livsfarlig hämnare (1974) samt kvinnofängelsefilmer (The Big Doll House, Women in Cages (båda 1971). Hennes riktigt stora genombrott för en bred publik kom först 1997, då hon spelade huvudrollen i Quentin Tarantinos Jackie Brown, en framgång hon inte lyckats upprepa.
Grier medverkade i Grand Theft Auto V som DJ på den fiktiva radiostationen The Low Down 91.1.
Grier har aldrig varit gift och har inga barn. Hon hade en relation med Richard Pryor mellan 1976 och 1978.

## Filmografi, i urval
- 1971 – The Big Doll House
- 1971 – Women in Cages
- 1972 – Black Mama, White Mama
- 1973 – Scream, Blacula, Scream!
- 1973 – Coffy - hämnare utan nåd
- 1974 – Foxy Brown - livsfarlig hämnare
- 1974 – Gladiatorkvinnorna
- 1981 – Fort Apache the Bronx
- 1985–1990 – Miami Vice (TV-serie)
- 1986–1988 – Brottets väg (TV-serie)
- 1988 – Nico: Above the Law
- 1989 – I sista sekunden
- 1990 – Knots Landing (TV-serie)
- 1991 – Bill & Teds galna mardrömsresa
- 1995 – Serial Killer
- 1996 – Mars Attacks!
- 1996 – Flykten från L.A.
- 1997 – Jackie Brown
- 1999 – Jawbreaker
- 1999 – Holy Smoke
- 2000 – Snow Day
- 2000 – Fortress 2
- 2001 – Ghosts of Mars
- 2001 – Bones
- 2002 – Pluto Nash
- 2004–2009 – The L Word (TV-serie)
- 2010 – Smallville (TV-serie) - Amanda Waller
- 2011 – Det är aldrig för sent Larry Crowne
- 2019 – Bless this Mess (TV-serie)